# Петросоюз
«Петросою́з» (ПГ «Петросоюз») — бывшая российская продовольственная группа. Полное наименование — Промышленная группа «Петросоюз». Штаб-квартира располагалась в Санкт-Петербурге.
Создана в 1989 году под названием «Петроимпорт» как импортёр продуктов питания. С 1996 года (по некоторым данным — с 1994 года) компания начала производить кетчуп, а затем — майонез, соусы, спреды, сливочные масла и пельмени. В 2001 году группа была переименована в «Петросоюз».
В апреле 2005 года контрольный пакет акций холдинга «Петросоюз» выкупила американская фирма — производитель кетчупов Heinz. В рамках сделки было создано совместное предприятие «Heinz-Петросоюз», которое в конце января 2007 года было полностью выкуплено Heinz. 8 июня 2012 года ООО «ПГ «Петросоюз» прекратило своё существование в качестве самостоятельного юридического лица после реорганизации и присоединения к обществу «Петропродукт — Отрадное».
Группе принадлежали восемь предприятий в России, на Украине и в Узбекистане, в том числе петербургские «Источник», Пельменный комбинат № 1 и Санкт-Петербургский маргариновый завод, а также завод ООО «Петропродукт — Отрадное» (город Отрадное, Ленинградская область). Наиболее известные марки «Петросоюза» — «Моя семья», «Мечта хозяйки», «Масло мягкое. Деревенское», «Пикадор», «Хан». Численность персонала — более 2500 человек.
Оборот группы в 2004 году составил $140 млн.